# Mohammad Omar
Mohammad Omar (en pastún: محمد عمر) (Nodeh, Kandahar, Afganistán, 1959-Karachi, Pakistán, abril de 2013), conocido como el mulá Omar, fue un comandante muyahidín afgano y jefe de los talibanes de Afganistán y emir de Afganistán entre 1996 y 2001. Se le otorgó el título religioso de emir de los creyentes, lo que significa que, para sus partidarios, era la máxima autoridad del Islam.
Luchó contra los comunistas afganos y sus aliados soviéticos en la guerra de Afganistán (1978-1992) con ayuda económica y militar estadounidense. Luego formó su propio movimiento, que se hizo con el poder tras la Guerra Civil Afgana en 1996. Fue derrocado por la invasión estadounidense en 2001, iniciada tras negarse a extraditar a Osama Bin Laden sin una solicitud formal de extradición.
La vida de Omar está cubierta de misterio, no se sabe con certeza cuándo nació, se dice que nunca voló en avión y que solo salió de Afganistán alguna vez para viajar brevemente a algunas áreas tribales de Pakistán, que era muy alto (1,98 m, aunque puede tratarse de una exageración) y no se tiene ninguna foto de él (aunque hay dos atribuidas). El mulá Omar dio pocas entrevistas y muy raramente se reunió con no musulmanes. Los diplomáticos lo describían como tímido. Casi todo el contacto con el mundo exterior fue realizado por su canciller Wakil Ahmad Mutawakkil. 
El 21 de mayo de 2011 la televisión afgana informó que fue abatido a tiros en Pakistán. Esta información fue negada por el portavoz del Movimiento Talibán, Zabiullah Mujahid. Era imposible saber su real situación, teniendo en cuenta que se desconocía hasta su aspecto físico.
En enero de 2012, Estados Unidos eliminó el nombre de Mohammad Omar de la lista negra de terroristas.

## Primeros años
Si poco se sabe de su vida pública, es aún más escasa la información de su vida privada.
La mayoría de los autores anotan que Mohammad Omar nació en la provincia central de Urūzgān en 1962, y otras versiones lo dan nacido en Chah i Himmat, Kandahar en 1960.
Otros, como Rashid, que nació alrededor de 1959 en Nodeh, cerca de la ciudad de Kandahar, en una familia de campesinos pobres sin tierra. Creció en chozas de barro en una aldea en la zona de Maiwand en la provincia de Kandahar (otros señalan que creció en los alrededores de la aldea de Singesar). Él fue étnicamente un pashtún de la tribu hotak que forma parte de la rama más grande ghilzai.

## Lucha anticomunista
A raíz de la intervención soviética en diciembre de 1979, la familia de Omar se trasladó a Urūzgān, provincia pobre y atrasada, pero que estaba resguardada de los estragos bélicos. Su padre falleció prematuramente y el joven Omar, que había tenido que abandonar sus estudios religiosos en la ciudad de Kandahar, le reemplazó en la tarea de mantener a su madre y sus varios hermanos.
En la década de 1980, Omar pasó por madrasas o seminarios coránicos en torno a Quetta, en el Beluchistán pakistaní. Según el mismo Rashid, Omar, buscando trabajo en el pueblo de Singesar, al noroeste de Kandahar, se convirtió en el mulá (oficiante de las preces religiosas) de una pequeña madrasa local. 
Omar perteneció a la guerrilla de Harakat-i Inqilab-i Islami, facción de los muyahidines anticomunistas. Lo hirieron cuatro veces y perdió un ojo en una explosión. Según los talibanes, al ser herido por un pedazo de metralla, Omar se quitó su propio ojo y cosió el párpado cerrado. Sin embargo, los informes de un puesto de la Cruz Roja cercano a la frontera con Pakistán indican que Omar fue tratado allí de la lesión y que su ojo fue extirpado quirúrgicamente.

## Durante la Guerra Civil Afgana
Después del derrumbamiento del Gobierno afgano en 1992 el país se sumergió en el caos, quedando fracturado en reinos acaudillados por señores de la guerra. Las extensas provincias del centro y el sudoeste, así como varias del este, ni siquiera contaban con una administración centralizada y se disgregaban en multitud de feudos regidos por clanes tribales y milicias de señores de la guerra de menor rango. Al comenzar 1994, los combates entre Ahmad Shah Masud por un lado y Gulbudin Hekmatiar por el otro habían reducido a escombros las ciudades y matado a miles de civiles.
Omar vino a dirigir un grupo de guerreros conocidos como los Talibán ("estudiantes"). Sus reclutas vinieron de las escuelas coránicas dentro de Afganistán y de los campos afganos de refugiados a través de la frontera con Pakistán. Según se informa a principios de 1994, Omar condujo a 30 hombres armados con 16 rifles para liberar a dos muchachas que habían sido secuestradas y violadas por los comandantes locales. Su movimiento reclutó rápidamente a estudiantes de escuelas islámicas. Antes de noviembre de 1994 el movimiento de Omar consiguió la captura de la provincia de Kandahar.

## Régimen de los Talibán
En abril de 1996 los partidarios del mulá Omar le concedieron el título de أميرالمؤمنين (Amir al-Mu'minin, «Emir de los Creyentes»), después de que, supuestamente, tomara para sí la túnica del profeta Mahoma. Según la leyenda, quienquiera que lo hiciera tendría este título, siendo líder de los musulmanes. Poco tiempo después, a finales de 1996, Kabul cayó en manos del mulá Omar y sus seguidores.
En octubre de 1997 el mulá Omar se autoproclamó emir y renombró el país como Emirato Islámico de Afganistán. Sin embargo, no se trasladó a Kabul, que ha sido la capital afgana durante siglos. De hecho, solamente visitó dos veces la ciudad durante su reinado. En su lugar, Omar prefirió gobernar desde su base en Kandahar. El régimen talibán gobernaba la mayor parte del país excepto el extremo norte, donde aún resistían los remanentes del régimen anterior, conocidos como la Alianza del Norte. Solamente Pakistán, Arabia Saudí y los Emiratos Árabes Unidos reconocían al régimen de Omar. Los demás países y la ONU nunca lo reconocieron, a raíz del ingreso violento a la sede de la ONU en Kabul durante la toma del poder en 1996.
Bajo el mandato del mulá Omar, las autoridades talibanes hicieron cumplir una versión particularmente extrema de la Sharia o ley islámica. Las únicas profesiones abiertas a las mujeres estaban en el campo de la medicina, y las mujeres que trabajaban como doctoras o enfermeras podían tratar solamente a otras mujeres. No permitieron a las mujeres tampoco trabajar en escuelas; en la práctica, esto impidió que la mayoría de mujeres y muchachas jóvenes en Afganistán recibiera incluso una educación primaria. Se hizo cumplir una interpretación rigurosa del código islámico del vestido, específicamente el hijab o el velo: las mujeres no podían salir de casa sin un burka. Forzaron a los hombres a dejarse crecer la barba y a evitar cortarse el pelo o llevar ropa de estilo occidental. Se cerraron los cines y la música fue prohibida. El hurto fue castigado con la amputación de una mano y las violaciones o asesinatos con la ejecución pública. Lapidaban a los adúlteros (en especial a las mujeres) hasta la muerte. En Kabul, los castigos se realizaban ante la muchedumbre en el antiguo estadio de fútbol de la ciudad.

## Caída
El 11 de septiembre de 2001 se difundieron informaciones sobre fisuras entre los talibanes por la influencia de Osama Bin Laden. Omar había sufrido más de un intento de asesinato, siendo el más aparatoso el cometido el 24 de agosto de 1999, cuando una bomba de gran potencia estalló frente a su casa de Kandahar y mató a 40 personas, entre ellas dos hermanastros. 
El régimen talibán, a través de su embajador en Pakistán, el mulá Abdul Salam Zaif, y del portavoz de Omar, Abdul Hai Mutmaen, condenó los ataques del 11 de septiembre de 2001, pero se reafirmó en que no tenía evidencias, ni siquiera sospechas, de la relación de Osama Bin Laden con los ataques terroristas, y solicitando a EE. UU. la evidencias que incriminaban a Bin Laden. 
El 14 y el 15 de septiembre, mientras el presidente de Estados Unidos George W. Bush anunciaba la guerra general contra Al Qaeda, Omar hizo un llamamiento a la población afgana, que empezaba a huir de las ciudades, para que afrontase con "valentía y dignidad" una eventual invasión estadounidense. 
El 9 de septiembre de 2001, Ahmad Shah Masud fue víctima de un atentado en el que resultó gravemente herido y falleció poco después. El ataque fue perpetrado por dos supuestos periodistas que, durante una entrevista, ocultaban explosivos en una cámara de video. Según algunas fuentes, el atentado fue ordenado por los talibanes. En el sur pashtún, líderes tribales y antiguos mujahidín promonárquicos aceleraron la construcción, emprendida discretamente años atrás, de una red antitalibán. 
Cumpliendo lo anunciado, el 7 de octubre Estados Unidos y el Reino Unido y el apoyo de España, sin mediar declaración de guerra previa, comenzaron la primera fase de la llamada Operación Libertad Duradera con el bombardeo sostenido del territorio de Afganistán.
El 9 de octubre es bombardeada la residencia de Omar en Kandahar. El 10 de octubre pidió a los musulmanes de todo el mundo que auxiliaran a Afganistán.
El 6 de noviembre, el Frente Unido, después de mucho pregonarlo, lanzó una ofensiva contra Mazar-e-Sharif que rompió las líneas del frente y principió una vertiginosa sucesión de victorias hacia el sur: el día 7, limpiados los accesos de la artillería talibán, aviones estadounidenses aterrizaron en Bagram; el día 9 las fuerzas de Dostum conquistaron Mazar-e-Sharif, donde asesinaron a cientos de talibán que se rindieron; el día 11 el comandante Mohammad Qasem Fahim, sustituto de Ahmad Shah Masud al frente del Jamiat, se apoderó de Taloqán y Pol-e-Jomri, en Baghlán, mientras Khalili liberaba Bamiyán; y el día 12 Ismail Khan arrebató su antiguo feudo de Herat y penetró en Badghis, al norte, y Farah al sur. Los talibanes se desbandaron hacia su reducto de Kandahar y el 13 de noviembre el Frente Unido entró sin combatir en Kabul. El mismo, día fuerzas especiales de Estados Unidos aterrizaron en la capital y los talibanes huyeron. Igualmente de lo hicieron de Jalalabad y del resto de Nangarhar.
Las últimas esperanzas de los talibanes se fundaban en una resistencia numantina en Kandahar y las provincias vecinas, desde donde, aseguraron, serían capaces de reorganizarse y contraatacar. Esta perspectiva fue eliminada cuando cientos de soldados de Estados Unidos se implicaron en los combates terrestres, mayormente en labores de vigilancia y control, y grupos mujahidín y tribus pastunes empuñaron las armas contra los talibanes ahora que veían la posibilidad de hacerse con una parte del botín. 
Para el 17 de noviembre el control de los talibanes se limitaba a las provincias de Kandahar y Helmand, el sur de Urūzgān y algunas partes de Farah, Nimruz y Zabol. Los rebatos de Omar, presumiblemente escondido en la ciudad sitiada por tres fuerzas pastunes y el Ejército estadounidense y bombardeada implacablemente por su aviación, parece que surtieron efecto, al menos durante unos cuantos días. 
El 26 de noviembre se rindieron los miles de combatientes talibán y mercenarios musulmanes en el enclave norteño de Kunduz, tras varias semanas de bombardeos aéreos de Estados Unidos y de acoso terrestre del Frente Unido.
El 7 de diciembre el frente de Kandahar llega a su fin cuando varias unidades talibán se rindieron a uno de los señores de la guerra que los rodeaba, Naqibullah, y que ahora entraron en conflicto entre sí. Otros se escondieron en casas de la devastada localidad y los restantes, capitaneados por Omar y sus lugartenientes, consiguieron escabullirse de los controles de carretera y la vigilancia aérea, y, según creían los jefes pastunes, retirarse hasta una zona montañosa al norte, en Helmand. 
El 9 de diciembre el régimen talibán se dio por desintegrado con la transferencia del poder a shuras pastunes por las guarniciones de Helmand, Zabol y el resto de Kandahar. El 8 los talibanes se esfumaron del puesto fronterizo de Spin Boldak, a la sazón el alfa y el omega de su movimiento político-religioso.

## Tras la invasión de Afganistán
Desde que comenzó la intervención internacional de 2001 en Afganistán, Omar ha estado ocultándose en localizaciones desconocidas en las regiones Pashtún de Afganistán y de Pakistán. El gobierno de Estados Unidos ofreció en su momento una recompensa de hasta 10 millones de dólares por información que condujera a su captura.
En junio de 2006, se difundió una declaración, supuestamente del mulá Omar, con respecto a la muerte de Abu Musab al Zarqaui en Irak. La declaración definía a al-Zarqaui como mártir y proclamaba que los movimientos de resistencia en Afganistán e Irak 'no serán debilitados'. 
Se cree que Omar desempeñó un papel significativo en la conclusión de la guerra entre los Pashtún Waziri y el gobierno de Pakistán en septiembre de 2006. Sigue teniendo la lealtad de los principales líderes militares pro-talibán en la región, incluyendo al Mullah Dadullah y a Jalaluddin Haqqani. La facción de Gulbuddin Hekmatyar, anterior enemigo de Omar, también es su aliado, según se informa.

## Muerte
En julio de 2015 el presidente afgano Ashraf Ghani Ahmadzai emitió una declaración, a través de Twitter, por la cual daba por muerto a Omar desde abril de 2013 en Pakistán. Abdul Hassib Seddiqi portavoz de la Dirección de Seguridad Afgana afirmó que murió en un hospital de Karachi. Ésta noticia fue divulgada por varias cadenas de noticias internacionales.
Asimismo se anunció que el grupo rebelde había nombrado a Akhtar Mohamed Mansur, ex número dos en la línea de mando, como sucesor de Mohammad Omar. Si bien el grupo no ha aceptado públicamente la muerte de Omar, al comunicar el sucesor, estarían reconociendo oficialmente su muerte.
Por otra parte, la familia del Mulá Omar y principalmente su hermano el Abdul Manan se negó a reconocer el nuevo líder. Incluso la familia de Omar sospechó, como también otros grupos talibán, que Omar fue envenenado y no murió de causas naturales y acusan al sucesor Akhtar Mohamed Mansur de ser el posible perpetrador.
Otras versiones afirman que Omar nunca salió de Afganistán y que su muerte se produjo en la provincia de Zabul.